# 田原総一朗 オフレコ!スペシャル
田原総一朗 オフレコ!スペシャル（たはらそういちろう - ）は、かつて文化放送およびニコニコ生放送で放送されていたラジオ番組。
以前は田原総一朗 オフレコ!として文化放送でのみ放送されていた。2011年5月からは年数回のスペシャル版として放送されていたが、2019年3月の回を最後に放送されていない。

## 番組内容
政治・経済を中心とする時事テーマについてゲストを交え、討論する。また、リスナーからのメールやツイッターで寄せられた質問に対して答えることもある。

## 出演者
- 田原総一朗
- 鈴木純子（文化放送アナウンサー。2014年度ナイターオフシーズンから担当）

過去の出演者
- 吉田涙子（当時文化放送アナウンサー。人事異動に伴い鈴木に交代）

## 放送日
文化放送・ニコニコ生放送で、夏季を除く毎月1回、日曜日（文化放送は『サンデープレミアム』枠）に放送されていたが、同年10月からは毎月第2月曜日（文化放送は『マンデープレミアム』枠）に放送された。
さらに2012年4月からは日曜日（文化放送は『サンデープレミアム』枠）に戻ったが、9月22日分のみ土曜日（文化放送は『ホームランナイタースペシャル』枠。ただしナイター中継のネット局は別番組を放送）に放送された。
2012年10月からは原則として毎月第3水曜日（文化放送は『ウェンズデープレミアム』枠）放送される。
2013年4月からはナイターシーズンに『サンデープレミアム』枠が設置されないため、平日の『文化放送ライオンズナイター』の中継カードがない日に（文化放送は2017年度まで『ライオンズナイターSET UPスペシャル』、2018年度より『ライオンズナイタースペシャル』として）放送されるようになる。このシーズンは夏季にも放送が組まれた（逆に『K-POP COUNTDOWN』が夏季の放送を休止としていた）。また、ナイターオフシーズンは10月1日よりスタートした『オトナカレッジ』（当初は田原が同番組の「学長」という設定であった）内で月1回行われる特別企画（「オトナカレッジスペシャル 田原総一朗 オフレコ!」）として組み込まれ、21時台は『オトナカレッジ』をネットする地方局でも放送された。
2016年10月からのナイターオフシーズンは『オトナカレッジ』がワイド番組として編成されないため、後番組の『情報ミックスバラエティ パズル』内の特別企画（「パズルスペシャル 田原総一朗 オフレコ!」）として放送されることになり、地上波では通年で文化放送ローカルに戻った。翌2017年度もその後番組『渋谷×文化ラジオ』の特別企画（「渋谷×文化ラジオスペシャル 田原総一朗 オフレコ!」）として放送される。2018年度はその後番組の『SHIBA-HAMAラジオ』の特別企画という形は採らず、同番組を完全に休止した上での単発特別番組（この場合は単に「田原総一朗 オフレコ!」として放送）、もしくは『サタデープレミアム』枠で放送していた。
なお、2013年度以降のナイターオフシーズンの場合、通常のワイド番組内で放送される箱番組も、本番組の途中に挿入されていた。
2019年ナイターシーズンも野球中継がなく特番を編成する日があったものの、本番組が『ライオンズナイタースペシャル』として組み込まれるケースは無く、事実上の休止状態となっている。

### 2011年度ナイターシーズン
『文化放送サンデープレミアム』枠で放送。
- 5月1日（日） 17:57 - 20:00
- 6月5日（日） 17:57 - 20:00
- 7月10日（日） 19:30 - 21:00

### 2011年度ナイターオフシーズン
2011年10月10日から2012年3月14日まで、『文化放送マンデープレミアム』枠で月1回放送。
- 毎月第2月曜日：19:00 - 20:00

### 2012年度ナイターシーズン
9月22日を除いて『文化放送サンデープレミアム』枠で放送。放送時間は、いずれも19:30 - 21:00。
- 4月29日（日）
- 5月13日（日）
- 6月24日（日）
- 9月22日（土）（『文化放送ホームランナイタースペシャル』として放送）

### 2012年度ナイターオフシーズン
2012年10月24日から2013年3月20日まで、『文化放送ウェンズデープレミアム』枠で月1回放送。
- 毎月第3（10月のみ第4）水曜日：21:00 - 22:00

10月分は、本来放送すべき10月17日にプロ野球クライマックスシリーズ中継が組まれたため、翌10月24日に振り替えての放送となった。

### 2013年度ナイターシーズン
『ライオンズナイターSET UPスペシャル』として放送。放送時間は、6月までは20:00 - 21:30、7月からは20:00 - 21:00。
- 4月30日（火） - プロ野球がセ・リーグのみの開催となるため放送
- 5月30日（木） - プロ野球セ・パ交流戦予備日かつ西武戦の予備日程が組まれていないため放送
- 6月14日（金） - プロ野球セ・パ交流戦予備日かつ西武戦の予備日程が組まれていないため放送
- 7月18日（木） - プロ野球フレッシュオールスターゲーム開催日であるが、文化放送での中継が見送られたため放送
- 9月20日（金） - プロ野球の開催予定がないため放送

### 2013年度ナイターオフシーズン
『オトナカレッジスペシャル』として放送。放送時間はいずれも20:00～22:00。
- 11月26日（火）
- 12月24日（火）
- 2014年1月17日（金）
- 2月4日（火）
- 3月19日（水）

### 2014年度ナイターシーズン
『ライオンズナイターSET UPスペシャル』として放送。放送時間はいずれも20:00 - 21:30。
- 5月7日（水） - 西武が移動日かつロッテがビジターゲームのため放送
- 6月20日（金） - プロ野球セ・パ交流戦予備日かつ西武戦の予備日程が組まれていないため放送
- 7月17日（木） - プロ野球フレッシュオールスターゲーム開催日であるが、文化放送での中継が見送られたため放送

### 2014年度ナイターオフシーズン
『オトナカレッジスペシャル』として放送。放送時間はいずれも20:00 - 22:00。
- 10月10日（金）
- 11月26日（水）
- 12月23日（火）
- 2015年1月16日（金）
- 2月26日（木）
- 3月13日（金）

### 2015年度ナイターシーズン
『ライオンズナイターSET UPスペシャル』として放送。放送時間はいずれも20:00 - 21:30。
- 5月5日（火） - プロ野球がすべてデーゲームのため放送
- 7月18日（木） - プロ野球フレッシュオールスターゲーム開催日であるが、文化放送での中継が見送られたため放送
- 9月22日（火） - プロ野球のパ・リーグの試合がすべてデーゲームのため放送

### 2015年度ナイターオフシーズン
『オトナカレッジスペシャル』として放送。放送時間はいずれも20:00 - 22:00。
- 11月3日（火）
- 11月25日（水）
- 12月23日（水）
- 2016年1月22日（金）
- 2月24日（水）
- 3月11日（金）

### 2016年度ナイターシーズン
『ライオンズナイターSET UPスペシャル』として放送。
- 4月14日（木） 20:00 - 21:30 - 西武が移動日かつロッテがビジターゲームのため放送
- 5月5日（木） 20:00 - 21:30 - プロ野球がすべてデーゲームのため放送
- 7月21日（木） 20:30 - 21:30 - プロ野球の開催予定がないため放送
- 9月22日（木） 19:00 - 20:30 - プロ野球がすべてデーゲームのため放送

### 2016年度ナイターオフシーズン
『パズルスペシャル』として放送。放送時間はいずれも19:00 - 21:00。なお、本番組放送時の『パズル』枠18時台は本編の事実上の短縮版『パズル アネックス』を放送する。
- 10月11日（火）
- 11月16日（水）
- 12月23日（金）
- 2017年1月20日（金）
- 2月14日（火）
- 3月7日（火）

### 2017年度ナイターシーズン
『ライオンズナイターSET UPスペシャル』として放送したが、この年はナイター非開催日が少なく、わずか2回の放送となった。放送時間はいずれも20:00 - 21:30。
- 4月6日（木） - プロ野球のパ・リーグの試合がすべてデーゲームのため放送
- 5月11日（木） - 西武が移動日かつロッテがビジターゲームのため放送

### 2017年度ナイターオフシーズン
『渋谷×文化ラジオスペシャル』として放送。放送時間はいずれも19:00 - 21:00。
- 10月17日（火）
- 11月14日（火）
- 12月12日（火）
- 2018年2月13日（火）
- 3月13日（火）

### 2018年度ナイターシーズン
『ライオンズナイタースペシャル』として放送。
- 5月3日（木） 19:30 - 21:30 - プロ野球がすべてデーゲームのため放送
- 9月25日（火） 19:30 - 20:30 - 『ライオンズナイター』を19:28頃に飛び降りし、枠を捻出して放送。当該試合は予備日順延試合であったため、当初から雨傘編成前提の編成であった。

### 2018年度ナイターオフシーズン
- 2018年12月28日（金） 19:00 - 20:55[1][2] - これまで平日ナイターオフ枠で編成されていたゾーン[3]での放送が不可能となったが、この日は同番組を休止扱いとした上での年末特別番組として放送。
- 2019年3月16日（土） 19:00 - 19:55 - 『文化放送サタデープレミアム』枠で放送。この回を最後に放送が途絶えている。

## 参考ページ
- 文化放送「田原総一朗 オフレコ!スペシャル」をニコニコ生放送で同時配信開始！（ニワンゴ）PDF文書